# Institut français du Rwanda
L' Institut français du Rwanda (IFR) fait partie du réseau mondial des instituts français. Son bureau officiel se trouve à Rugando-Kimihurura depuis mai 2021 à Kigali, la capitale du pays.

## Historique
Créé en 2010 sous l’appellation « Centre culturel français du Rwanda », puis « Centre d'échanges culturels franco-rwandais », il fut renommé Institut français du Rwanda (IFR) dans le cadre d’une réforme mondiale du réseau culturel et de coopération du Ministère français des Affaires étrangères et européennes initiée par la loi du 27 juillet 2010, en remplacement des activités culturelles françaises qui étaient jusque-là réunies au sein de l'association Culturesfrance.
Cette réorganisation a apporté une meilleure unité et une plus grande simplicité de gestion. Les services de coopération universitaire, éducative, linguistique et culturelle de l’Ambassade de France ont ainsi fusionné pour devenir l’Institut français du Rwanda. Ils entretiennent des liens étroits avec le Consulat général dans le pays.
Des relations diplomatiques complexes, souvent difficiles, entre la France et le Rwanda obligeaint l'Institut français à une action "hors-les-murs", depuis son bureau principal de l'ambassade de France ainsi que sa médiathèque, au premier étage de la Bibliothèque municipale de Kigali. Depuis le réchauffement des relations diplomatiques entre le Rwanda et la France, l'Institut Français du Rwanda a ouvert un centre le 27 mai 2021 en présence du président de la République Française Emmanuel Macron.
Le 2 juillet 2014, la mairie de Kigali prend un arrêté de démolition envers le bâtiment de l'Institut français, après avoir pris quelques mois plus tôt, un arrêté d'expulsion de ses propriétaires. L'Institut français possédait alors la seule bibliothèque ouverte au public de la ville, la seule salle de cinéma et la seule salle de spectacle conséquente (500 places) de l'agglomération. Il était situé près du carrefour principal de la ville, Place de l'unité nationale, entre l'Hôtel des mille collines et l'église de la Sainte-Famille.
L'Institut français du Rwanda siège depuis mai 2021 dans son nouveau centre de 4000m2 à Rugando-Kimihurura.

## Rôle éducatif
Le but premier de l'Institut est de proposer des cours, formations et examens de français à un public aussi large que possible. Ainsi, l'Institut compte chaque année quelques centaines d'élèves: enfants, étudiants comme professionnels. L'IFR est aussi accrédité pour faire passer et délivrer différentes certifications internationales, comme: le DELF, le DALF, le TCF, le DELF Prim, le DELF Junior, et le TCF Québec.

## Activités culturelles
Le centre culturel de l'Institut participe à la scène culturelle locale, en créant des évènements annuels à visée nationale, régionale ou locale, selon les projets. L'IFR participe également à des évènements externes, dans le cadre de la promotion de la culture et des échanges entre la France et le Rwanda et développe spécialement des partenariats avec d'autres entités gouvernementales ou non-gouvernementales, notamment concernant la tenue d'évènements nécessitants des locaux (coopération franco-belge pour l'organisation de formations linguistiques, franco-allemande pour les évènements culturels, franco-américaine pour la tenue d'évènements scientifiques).